# Heterotropus gilvicornis
Heterotropus gilvicornis är en tvåvingeart som beskrevs av Yeates 1991. Heterotropus gilvicornis ingår i släktet Heterotropus och familjen svävflugor. Inga underarter finns listade i Catalogue of Life.